# Shelby Houlihan
Shelby Houlihan (ur. 8 lutego 1993 w Sioux City) – amerykańska lekkoatletka specjalizująca się w biegach średnich oraz długich.
W 2014 roku zdobyła złoto w biegu na 800 metrów podczas młodzieżowych mistrzostw NACAC w Kamloops. Rok później wywalczyła srebrny medal w biegu na 1500 metrów podczas Mistrzostwa NACAC w San José. W 2016 wzięła udział w igrzyskach olimpijskich zajmując 11. miejsce w biegu na 5000 metrów. Podczas mistrzostw świata w Londynnie zajęła 13. miejsce w biegu na 5000 metrów. W 2018 roku brała udział w halowych mistrzostwach świata w Birmingham, gdzie zajęła 4. miejsce w biegu na 1500 metrów i 5. miejsce w biegu na 3000 metrów, oraz w rozgrywanym w Ostrawie pucharze interkontynentalnym, gdzie zajęła 2. miejsce w biegu na 1500 metrów. 21 lipca 2018 roku w Heusden-Zolder, biegnąc 14:34,45, ustanowiła rekord Ameryki Północnej w biegu na 5000 metrów. Na mistrzostwach świata w 2019 roku w Dausze w biegu na 1500 metrów pobiła rekord Ameryki Północnej i zajęła 4. miejsce. 10 lipca 2020 roku podczas mitingu w Portland, pobiegła w biegu na 5000 metrów w czasie 14:23,92, poprawiając swój własny rekord Ameryki Północnej. W 2021 została ukarana czteroletnią dyskwalifikacją za stosowanie nandrolonu. Halowa wicemistrzyni świata z Nankinu (2025).

## Rezultaty
| Rok  | Impreza                       | Miejsce        | Konkurencja    | Pozycja     | Wynik    |
| ---- | ----------------------------- | -------------- | -------------- | ----------- | -------- |
| 2014 | Młodzieżowe mistrzostwa NACAC | Kamloops       | bieg na 800 m  | 1. miejsce  | 2:03,00  |
| 2015 | Mistrzostwa NACAC             | San José       | bieg na 1500 m | 2. miejsce  | 4:16,61  |
| 2016 | Igrzyska olimpijskie          | Rio de Janeiro | bieg na 5000 m | 11. miejsce | 15:08,89 |
| 2017 | Mistrzostwa świata            | Londyn         | bieg na 5000 m | 13. miejsce | 15:06,40 |
| 2018 | Halowe mistrzostwa świata     | Birmingham     | bieg na 1500 m | 4. miejsce  | 4:11,93  |
| 2018 | Halowe mistrzostwa świata     | Birmingham     | bieg na 3000 m | 5. miejsce  | 8:50,38  |
| 2018 | Puchar interkontynentalny     | Ostrawa        | bieg na 1500 m | 2. miejsce  | 4:16,36  |
| 2019 | Mistrzostwa świata            | Doha           | bieg na 1500 m | 4. miejsce  | 3:54,99  |
| 2025 | Halowe mistrzostwa świata     | Nankin         | bieg na 3000 m | 2. miejsce  | 8:38,26  |

## Rekordy życiowe
- Bieg na 400 metrów – 55,52 (21 maja 2011, Des Moines)
- Bieg na 800 metrów (stadion) – 1:59,92 (9 lipca 2019, Azusa)
- Bieg na 800 metrów (hala) – 2:06,27 (26 stycznia 2013, College Station)
- Bieg na 1500 metrów (stadion) – 3:54,99 (5 października 2019, Doha), rekord Ameryki Północnej
- Bieg na 1500 metrów (hala) – 4:06,21 (2 marca 2018, Birmingham)
- Bieg na milę (stadion) – 4:31,79 (24 lipca 2015, Dublin)
- Bieg na milę (hala) – 4:24,16 (10 lutego 2017, Boston)
- Bieg na 3000 metrów (stadion) – 8:37,40 (21 lipca 2017, Monako)
- Bieg na 3000 metrów (hala) – 8:26,66 (21 lipca 2017, Boston)
- Bieg na 5000 metrów (stadion) – 14:23,92 (10 lipca 2020, Portland), były rekord Ameryki Północnej
- Bieg na 5000 metrów (hala) – 15:06,22 (20 lutego 2016, Nowy Jork)